# 日産ディーゼル・レゾナ

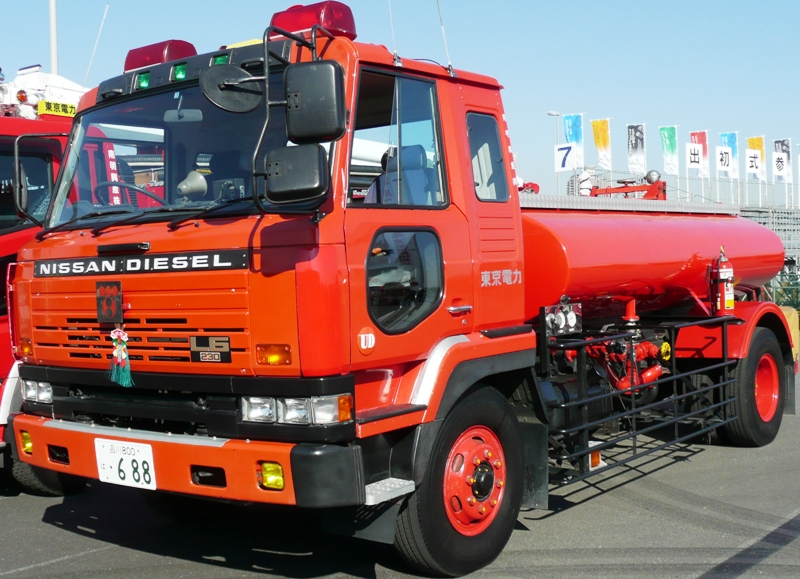
レゾナ（後期型）

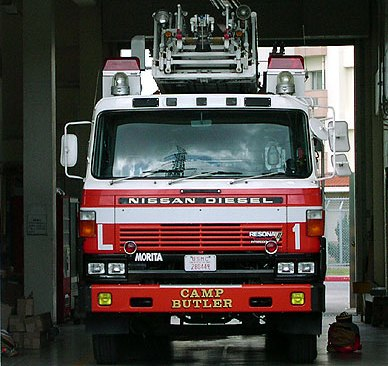
レゾナ（中期型）

レゾナ（RESONA）は日産ディーゼル工業（現・UDトラックス）がかつて製造していた大型トラックである。

## 概要
1979年にそれまでの大型トラック（Cシリーズ）に代わって登場した。デビュー当初は丸形4灯ヘッドランプだったが、1983年に最初のマイナーチェンジを実施した時に角形4灯式に変更され、レゾナの名称もこの時から使用された。エンジンは直列6気筒ターボとV型8気筒・V型10気筒が設定された。1986年の改良でレゾナの名称が廃止され、以降は単に大型トラック、高速トラクタ、重トラクタ、あるいは先代型同様にCシリーズと呼ばれた。

## 歴史

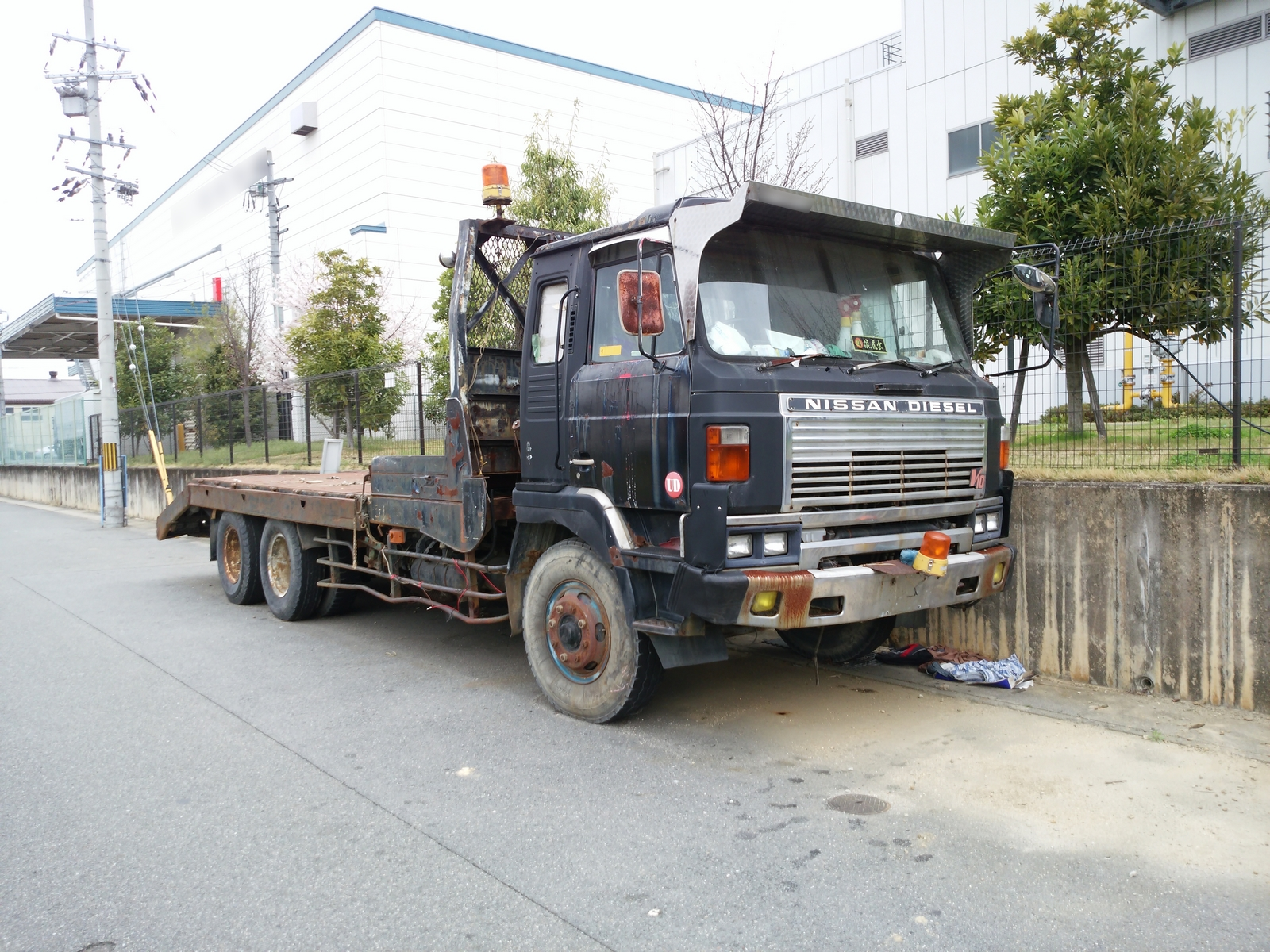
重機運搬車（中期型）
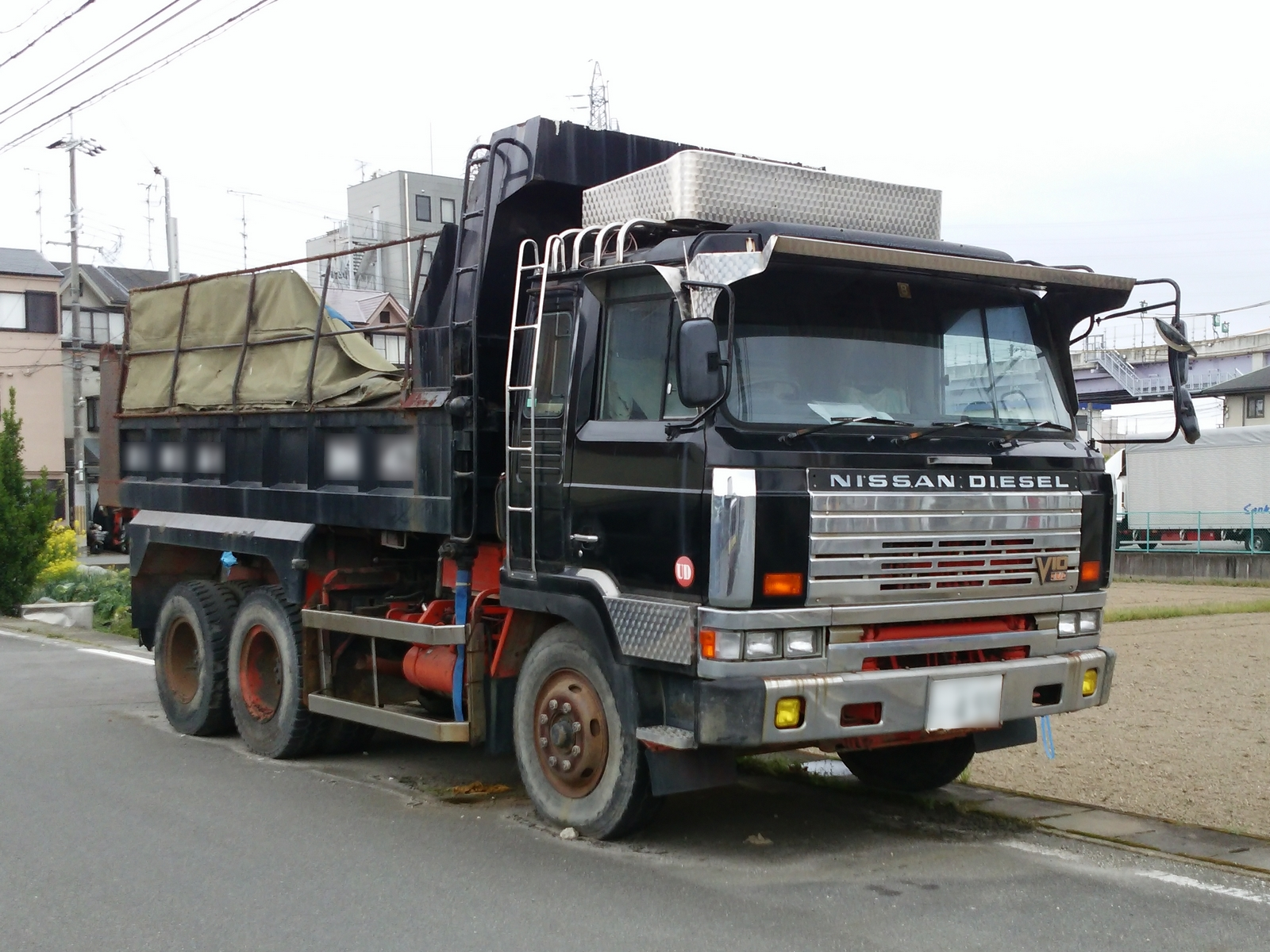
1979年：昭和54年排出ガス規制適合に伴い大型トラックをモデルチェンジ。K−C#型。NISSAN DIESELのロゴは横長のフォントになった。丸目4灯ライト、フェンダー上部にゴムがついていないこと、小さな側方窓が前期型の特徴である。フロントパネルはブラックがデフォルトであった。運転席側のみ、ステップに小さな丸い穴が3つある。助手席側にのみ、ドアとベッド窓の間に小さなルーバーがある。
- 1981年：マイナーチェンジ。助手席側のミラーステーを変更。サイドアンダーミラーがバックミラーの下側になった。
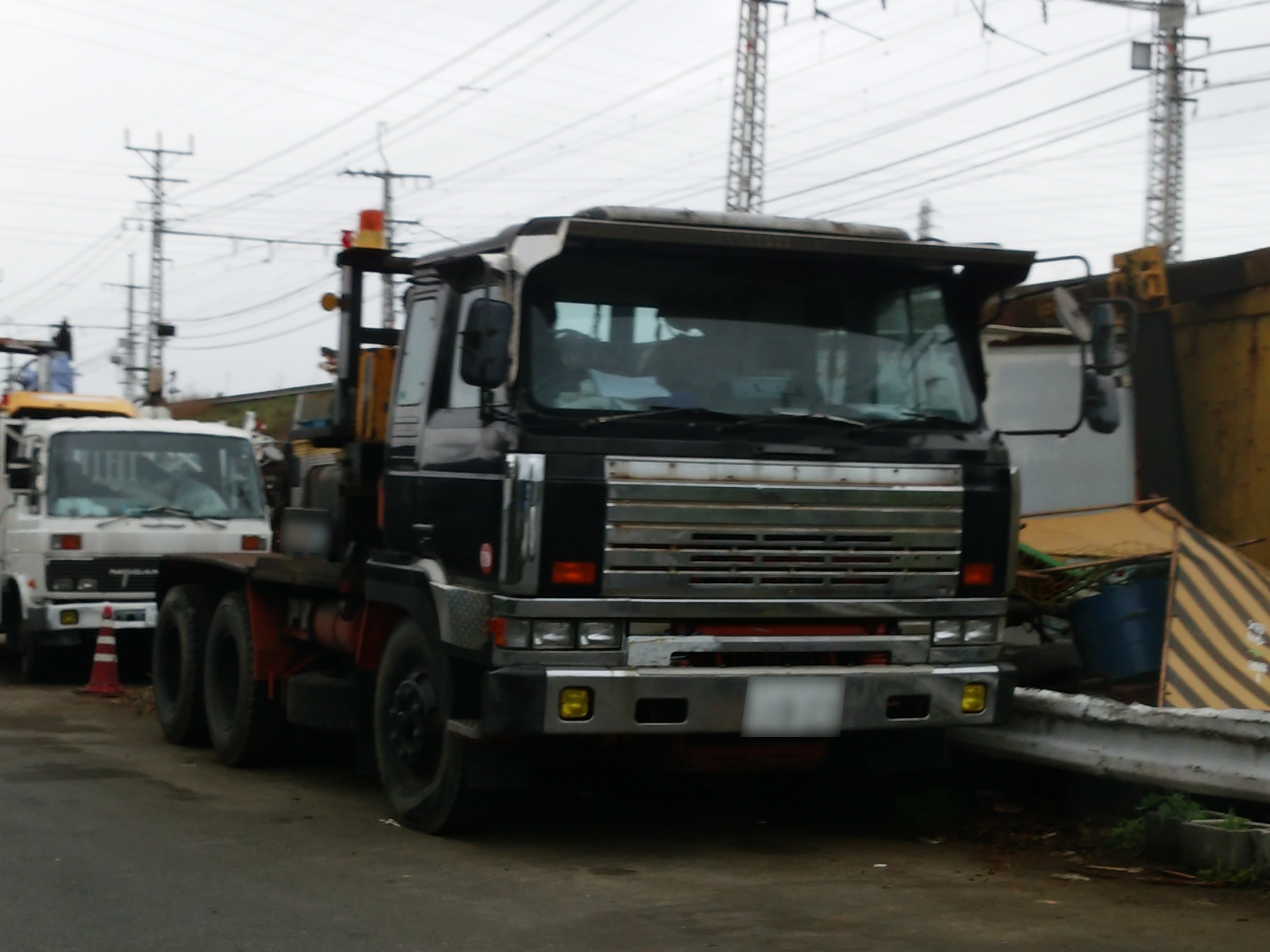
1983年：マイナーチェンジ。昭和58年排出ガス規制適合、角形4灯ヘッドランプの採用。この時からレゾナの名が使用される（フロントにもエンブレムが装着された）。また、インタークーラー付ターボエンジンを追加。フロントパネルのグリル形状変更、V8、V10エンブレムのフォント変更。フェンダー上部にゴムがつくようになった。
- 1984年：マイナーチェンジ。助手席セーフティウインドウを大型化。
- 1986年：マイナーチェンジ。ウインカーランプの位置を変更、小型化。ヘッドランプの横にコーナリングランプが追加される。エンジンワンキー操作が装備された。フロントパネルの形状変更。L6、V8、V10エンブレムには馬力が表示される。助手席側の小さなルーバーが消滅。UD初の4軸低床車、LG型が追加された。国産４軸トラックとしての登場はもっとも後発であった。ステップ部にフェンダーゴムと続く形状のゴムが装着される。速度表示灯部分に黒いカバーが付く。ラジエータグリルのデザインテイストは同じであるが、微妙に形状が変わり、側面に装着されていたデフレクターが排除された。バンパー中央上部のステップ部の長さも変わっている。
- 1987年：国内の大型トラクタとしては初めてABSをオプション設定する。
- 1990年9月：ヨーロッパトラックレース ルーカス・インターナショナル・トラック プリ'90（イギリス ブランズハッチ）にCK46BT 大型トラクターが参戦し決勝進出。PE6TB型直列6気筒OHVディーゼルターボ（11670cc 330PS/2200rpm）をベースに、約700psまで馬力を上げた状態で搭載する。
- 1990年 製造中止。後継車はビッグサム。

## ラインナップ
- CK (4×2)
- CD (6×2)
- CV (6×2前2軸)
- CW (6×4)
- LG (低床8×4)
- LW (低床6×4)
- CK-T (4×2トラクタ)
- CW-T (6×4トラクタ)
- CF (4×4除雪車)
- CZ (6×6除雪車)
- CB (8×8除雪車)
- WD (6×4構内専用車）

- 重機運搬車（中期型）
- ダンプ（後期型）
- トラクタ（後期型）

## 車名の由来
英語の「Resonance（レゾナンス＝共鳴する、響きわたる：ラテン語の Resono が語源）」に由来する。ターボ吸気システムにレゾナンス吸気方式が使用されているためこの車名が付けられた。当初は車名がなく、カタログにおいても型式のみの表記であった。
なお、日産ディーゼル工業のメインバンクだった埼玉銀行は再編によってりそな銀行（埼玉りそな銀行）になっており、綴りも同じく「RESONA」であるが、こちらはラテン語の「Resona（Resono の二人称単数命令法現在形）」から取られている（即ち語源は Resonance と同じ）。